# Gruzínská jaderná elektrárna
Gruzínská jaderná elektrárna (gruzínsky საქართველოს ატომური ელექტროსადგური) byla plánovaná jaderná elektrárna v Gruzii. Měla disponovat jedním nebo dvěma reaktory VVER a měla doplňovat jadernou elektrárnu Mecamor v Arménii.

## Historie a technické informace

### Počátky
Plánování jaderné elektrárny v Gruzii začalo začátkem 80. let. Elektrárna měla disponovat jedním, později dvěma reaktory VVER-1000/320, každý s hrubým výkonem 1000 MW a čistým 950 MW. Po jaderné havárii v Černobylu však vznikla norma OPB-88, která znemožnila jadernou elektrárnu v Gruzii vybudovat kvůli nestabilní půdě s hrozbou zemětřesení, které potkalo jadernou elektrárnu Mecamor, jež však byla postavena před vznikem této normy a zemětřesení přežila bez újmy. Kromě toho na konci 80. let ruku v ruce se společenskými a politickými změnami v rámci perestrojky obyvatelé Gruzie zasílali dopisy do Moskvy se žádostí o zastavení projektu. Plánovaná výstavba byla zrušena v roce 1989 v rané fázi, kdy nestihlo být dokončeno ani posuzování lokalit, která tak nikdy nebyla zvolena a přesné místo, kde měla být elektrárna vybudována proto z dostupných zdrojů není známo.

### Obnovení plánů
V roce 2007 byla nastolena otázka výstavby jaderné elektrárny v Gruzii, ale tento nápad skončil podobným výsledkem. Jaderná energie není pro Gruzii vhodná nejen kvůli geologii, ale především ukládání jaderného odpadu, do kterého země nechce investovat.

## Informace o reaktorech
| Reaktor  | Typ reaktoru  | Výkon  | Výkon   | Zahájení výstavby                      | Připojení k síti                       | Uvedení do provozu                     | Uzavření |
| Reaktor  | Typ reaktoru  | Čistý  | Hrubý   | Zahájení výstavby                      | Připojení k síti                       | Uvedení do provozu                     | Uzavření |
| -------- | ------------- | ------ | ------- | -------------------------------------- | -------------------------------------- | -------------------------------------- | -------- |
| Gruzie-1 | VVER-1000/320 | 950 MW | 1000 MW | Plánovaná výstavba zrušena v roce 1989 | Plánovaná výstavba zrušena v roce 1989 | Plánovaná výstavba zrušena v roce 1989 |          |